# Cosas bonitas (libro)
Beautiful Things: A Memoir —titulado en español: Cosas bonitas— es una memoria de 2021 del abogado estadounidense Hunter Biden, segundo hijo del presidente estadounidense Joe Biden y su primera esposa, Neilia Hunter Biden. Fue publicado el 6 de abril de 2021 por Gallery Books, un sello de Simon & Schuster. En The New York Times, la crítica Elisabeth Egan describió el libro como "saga familiar a partes iguales, narrativa de dolor y aullido de adicto".

## Sinopsis
En Beautiful Things, Hunter Biden escribe sobre su familia y cuenta su historia de abuso de sustancias y su camino hacia la sobriedad. Habla del dolor y el trauma que experimentó tras la muerte de su hermano Beau Biden y el accidente automovilístico de 1972 en el que resultó herido y que mató a su madre, Neilia, y a su hermana, Naomi. También defiende su paso por la junta directiva de la empresa ucraniana Burisma.
Hunter Biden le dijo a CBS que su adicción a la cocaína alcanzó un cenit en 2015 después de la muerte de su hermano Beau.

## Publicación y promoción
Beautiful Things fue publicado en formato de tapa dura y e-book el 6 de abril de 2021 por Gallery Books, un sello de Simon & Schuster. El mismo día se publicó un audiolibro, narrado por Biden.
Biden promocionó el libro con una serie de apariciones en los medios, incluida una entrevista en CBS Sunday Morning de Tracy Smith y una entrevista en CBS This Morning de Anthony Mason. Biden también apareció enJimmy Kimmel Live! y WTF with Marc Maron.
El libro debutó en el puesto número cuatro en la lista de libros más vendidos de no ficción del New York Times durante la semana que finalizó el 10 de abril de 2021. También ocupó el puesto 130 en los más vendidos de Amazon y vendió 10.000 copias en su primera semana.

## Historial de publicación
- Gallery Books (2023): ISBN 978-1-9821-5111-9 (tapa dura)